# سيار الكواري
سيار دهام الكواري (1955 -) هو ممثل ومخرج قطري .

## حياته ونشأته ومسيرته
من مواليد 1955· شارك في العديد من الأعمال الإذاعية والتلفزيونية والمسرحية ممثلاً ومخرج وشارك كذالك في العديد من المهرجانات المسرحية في دول الخليج وغيرها من الدول العربية ، بدأ مشوارة الفني في فترة اواخر الستينات في مدرسة محمد عبد الله الأنصاري دار المعلمين والتي تأسست فيها أول فرقة مسرحية «فرقة المسرح القطري» وذالك خلال العام 1972 و هو من الفنانين الرواد الذين عاصرو بدايات المسرح القطري·

## اعمالة

### المسلسلات التلفزيونية
- مغامرات جاسم (في دور عقلة الاصبع)
- ابن تيمية - مع عبد الله غيث
- خالد بن الوليد - مع عزت العلايلي
- احمد باشا الجزار - مع محمد وفيق
- علاء الدين أبو الشامات
- يوميات عائلة -مع علي حسن
- أقدار -مع حياة الفهد و محمد البلم تم تصوير المشاهد الخارجية -مشاهد البحر- في قرية الذخيرة -قطر- وتم تصوير أطفال القرية في فترة السبعينات
- مهموم عايش فرحان
- بنات الفريج
- السر في بير
- صار وش كان
- الهارب
- جميلة
- حتى آشعار اخر
- أحلام البسطاء
- المقاريد
- جدار الصمت
- خيوط ملونة

### المسلسلات الإذاعية
- تجار المخشر
- الفرحة والدموع
- ولهان ومسير
- صرخة

### المسرحيات ممثلاً ومخرجاً
- صقر قريش
- حلاة الثوب رقعته منه وفيه
- سبع السبمبع
- عانس
- خارج من الجحيم
- من طول الغيبات
- أم الزين
- الزوج العازب
- سوق البنات
- عندما يكون غدا
- مرة اخرى يقتل سقراط
- أوركسترا تايتنك
- ياغافل لك الله
- نورة
- مجاريح
- البخيل
- قصة حب طبل وطارة
- السياب يعيش مرتين
- الرجل الذي صار كلب
- طبيب رغم أنفة
- ثلاثة على واحد